# Liste der Bischöfe von Sarsina
Die folgenden Personen waren Bischöfe von Sarsina (Italien):
- Heiliger Vicinio (circa 300)
- Heiliger Rufinus (erwähnt 426)
- Valerius (erwähnt 430)
- Faustus (437–459)
- Probo (460–494)
- Lorenz (? – 514)
- Adeodat (515–531)
- Felix (532–548)
- Sergius (550– ?)
- Giustus (613–636)
- Donatus (637–667)
  - Sedisvakanz (667–670)
- Stefan (670–701)
- Fortunatus (702–730)
  - Sedisvakanz (730-734)
- Vittore (734–769)
- Benno (770–815)
- Heiliger Apollinare (858–861)
- Lupo (875– ?)
- Fiorenzo (930–955)
- Placido (955–965)
- Johannes I. (969– ?)
- Alessandro (997–1024)
- Uberto I. (1025–1050)
- Martin (1051–1053)
- Uberto II. (1054–1055)
- Enrico I. (1056–1070)
- Alboardo (1070–1084)
- Geremia (1085–1102)
- Domenico (1103–1138)
- Divizone (1139–1149)
- Uberto III. (1150–1161)
- Amizo (1165–1176)
- Alberico (1176–1221)
- Albert (1222–1229)
- Rufino (1230–1257)
- Johannes II. (1258–1264)
- Guido, OCist (1265–1266)
- Grazia (1266–1271)
- Enrico II. (1271–1302)
  - Sedisvakanz (1302–1305)
- Uguccio (1305–1326)
- Francesco de Calboli (1327–1360)
- Giovanni Numai (1360–1384)
  - Marco (1384– ?) (illegitim)
- Benedetto Matteucci Accorselli, OP (1386–1396)
- Giacomo da Sanseverino, Betl. (1397–1398)
- Gianfilippo Negusanti, Betl. (1398–1445)
- Pietro da Gubbio, OP (1445)
- Daniele d’Alunno, CRSA (1445–1449) (auch Bischof von Forlì)
- Mariano Farinata (1449–1451)
- Fortunato Pellicani (1451–1474)
- Antonio Monaldo (1474–1503)
- Galeazzo Carvara (1503)
- Antonio Ronchi (1515–1524)
- Raffaele degli Alessi, OFM (1524– ?)
- Lelio Pio Rotelli (1530–1580)
- Leandro Rotelli (1580–1580 oder 1581)
- Angelo Peruzzi (1581–1600)
- Nicolò Brauzi (1602–1632)
- Amico Panico (1632–1634) (auch Bischof von Recanati)
- Carlo Bovio (1635–1646)
- Cesare Righini (1646–1657)
- Francesco Gaetano (1658–1659)
- Federico Martinotti (1661–1677)
- Francesco Crisolini (1678–1682)
  - Sedisvakanz (1682–1685)
- Bernardino Marchesi (1685–1689)
  - Sedisvakanz (1689–1699)
- Giambattista Braschi (1699–1718)  
  - Pietro Giacomo Pichi (1718–1733) (Apostolischer Administrator)
- Giambernardino Vendemini (1733–1749)
- Giovanni Paolo Calbetti (1749–1760)
- Giovanni Battista Mami (1760–1787)
- Nicola Casali (1787–1815)
- Carlo Monti (1815–1818) (auch Bischof von Cagli)
- Pietro Balducci (1818–1822) (auch Bischof von Fabriano e Matelica)   
  - Sedisvakanz (1822–1824)
  - Das Bistum ist von 1824 bis 1872 ? mit dem Bistum Bertinoro vereint.
- Tobia Masacci (1872– ?)
- Dario Mattei-Gentili (1880–1891) (auch Bischof von Città di Castello)
- Domenico Riccardi (1898–1909)
- Eugenio Giambro (1911–1916) (auch Bischof von Nicastro)
- Ambrogio Riccardi (1916–1922)
- Antonio Scarante (1922–1930) (auch Bischof von Faenza)
- Teodoro Pallaroni (1931–1944)
- Carlo Stoppa (1945–1948) (auch Bischof von Alba)
- Emilio Biancheri (1949–1953) (auch Bischof von Rimini)
- Carlo Bandini (1953–1976)
- Augusto Gianfranceschi (1976–1977)
- Luigi Amaducci (1977–1986) (danach Bischof von Cesena-Sarsina)
- Fortsetzung unter Liste der Bischöfe von Cesena